# Анастасій Калиш

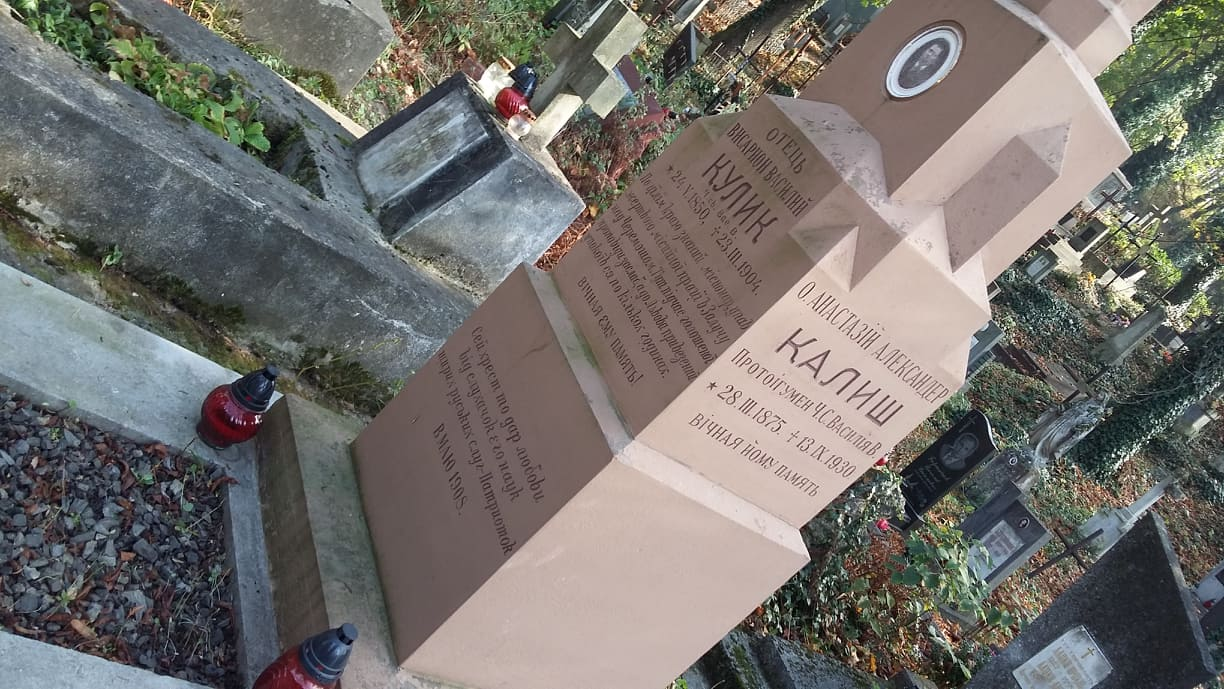
Cпільна могила о. Анастасія Калиша з о. Висаріоном Куликом. 21 поле Личаківського кладовища у Львові.

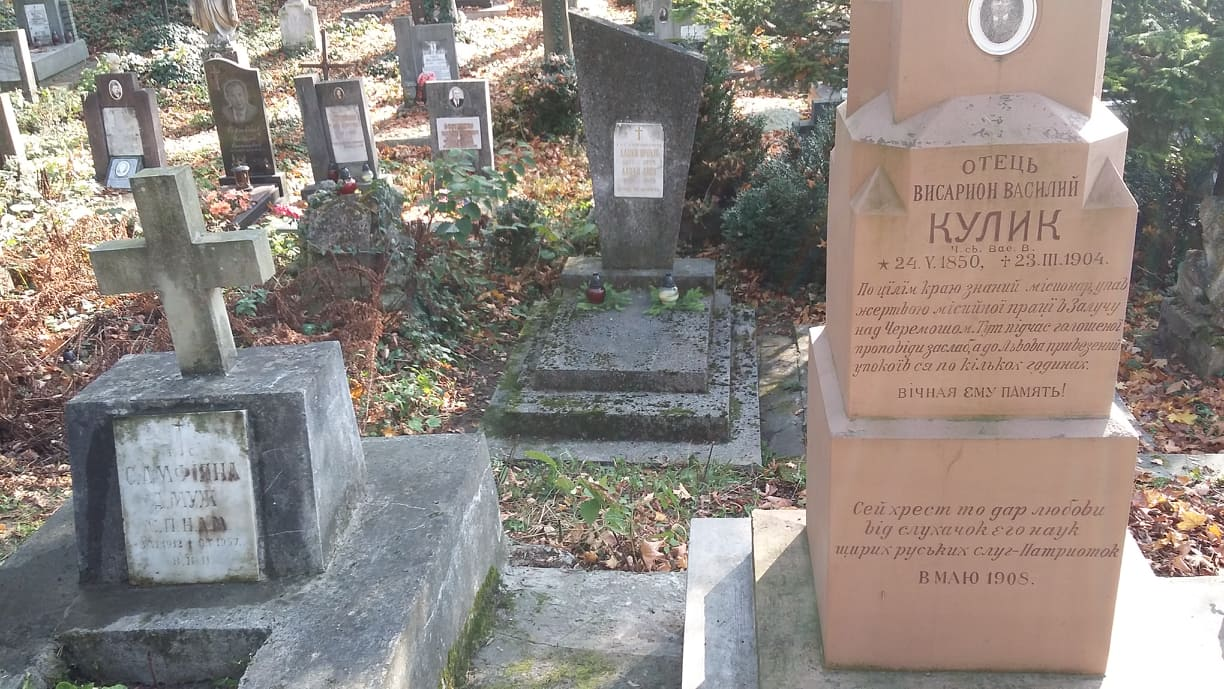
Спільна могила о. Висаріона Кулика та о. Анастасія Калиша.

Анастасій Калиш (хресне ім'я Олександр; 28 березня 1875, с. Барані Перетоки — 13 вересня 1930, Львів) — український церковний і громадський діяч, священник УГКЦ, василіянин, педагог, протоігумен Галицької провінції Найсвятішого Спасителя Василіянського Чину в 1920–1930 роках.

## Життєпис
Народився 28 березня 1875 року в селі Барані Перетоки на Сокальщині (нині Перетоки Шептицького району Львівської області).
4 вересня 1890 року вступив на новіціят до Василіянського Чину в Добромильський монастир, де склав перші обіти (1 травня 1892) і розпочав гуманістичні та риторичні студії. Продовжував подальшу освіту у василіянських студійних монастирях: вивчав філософію у Лаврівському монастирі, богослов'я у Кристинопільському Свято-Юрському монастирі і в Кракові в колегії оо. єзуїтів. 28 липня 1895 року склав вічні монаші обіти, а 28 серпня 1898 року отримав священиче рукоположення.
Був ігуменом монастирів у Кристинополі (1902–1904) та Лаврові (1909–1914). Під час Першої світової війни перебував у Австрії. Від 1917 року — консультор (радник) Провінційної управи ЧСВВ. У 1918 році з о. Онуфрієм Бурдяком виїхав до Кам'янця-Подільського аби відновити діяльність василіян на Поділлі; у Кам'янці-Подільському мав намір збудувати церкву й монастир. Від 1920 року проживав у Львівському монастирі святого Онуфрія. 4 жовтня 1920 року обраний на уряд протоігумена Галицької провінції, отримав фактично повноваження головного настоятеля Василіянського Чину.
У 1921 році відвідав василіянські місії у Канаді й Бразилії. Сформував у Лаврові групу високоосвічених професорів з докторськими ступенями, здобутими в Римі й Інсбруці; відновив монастир у Добромилі; доклав зусиль для розвитку друкарства у Жовкві; сприяв реформуванню василіянських монастирів на Закарпатті, в результаті чого постала окрема василіянська Свято-Миколаївська провінція.
Переклав з німецької мови книжку о. М. Мешлера Т. І. «Пресвята Діва Марія. Її чудесне життя і блаженне Успіння» (Жовква, 1924).
Помер 13 вересня 1930 року у Львові. Похований 15 вересня на 21 полі Личаківського цвинтаря у спільній могилі з василіянином о. Виссаріоном Куликом. На могилі — пім'ятник-обеліск, увінчаний хрестом із написом: «о. Анастазій Александер Калиш, ЧСВВ Протоігумен Ч. С. Василія В. *28.03.1875 — †13.09.1930. Вічная йому память».